# Mot ukjent land. Norvegia-ekspedisjonen 1929/30
Mot ukjent land. Norvegia-ekspedisjonen 1929/30 är en norsk svartvit stumfilm (dokumentär) från 1930.
Filmen följer konsul Lars Christensens tredje expedition till Antarktis och skildrar bland annat expeditionens vetenskapliga forskningsarbete och valfångst. Den producerades av Norvegia Film-Co. och fotades av Hjalmar Riiser-Larsen. Premiären ägde rum den 6 november 1930 i Norge. Den distribuerades av Kommunenes filmcentral.